# Félix Brítez Román
Félix Brítez Román (né le 24 mars 1967 à Asuncion au Paraguay) est un joueur de football international paraguayen, qui évoluait au poste d'attaquant.

## Biographie

### Carrière en club
Il termine meilleur buteur du championnat du Paraguay en 1987.

### Carrière en sélection
Avec l'équipe du Paraguay, il joue 16 matchs (pour 4 buts inscrits) entre 1988 et 1997. 
Il figure dans le groupe des sélectionnés lors de la Copa América de 1989, où son équipe se classe quatrième.

## Palmarès
Cerro Porteño
- Championnat du Paraguay (4) :
  - Champion : 1987, 1990, 1992 et 1998.
  - Meilleur buteur : 1987 (11 buts).